# Gulf Park Estates
Gulf Park Estates es un lugar designado por el censo del Condado de Jackson, Misisipi, Estados Unidos. Según el censo de 2000 tenía una población de 4.272 habitantes y una densidad de población de 622.4 hab/km².

## Demografía
Según el censo de 2000, había 4.272 personas, 1.537 hogares y 1.188 familias residiendo en la localidad. La densidad de población era de 622,4 hab./km². Había 1.624 viviendas con una densidad media de 236,6 viviendas/km². El 91,90% de los habitantes eran blancos, el 3,60% afroamericanos, el 0,37% amerindios, el 1,54% asiáticos, el 0,02% isleños del Pacífico, el 0,75% de otras razas y el 1,80% pertenecía a dos o más razas. El 2,29% de la población eran hispanos o latinos de cualquier raza.
Según el censo, de los 1.537 hogares en el 44,4% había menores de 18 años, el 62,6% pertenecía a parejas casadas, el 10,5% tenía a una mujer como cabeza de familia y el 22,7% no eran familias. El 17,0% de los hogares estaba compuesto por un único individuo y el 2,7% pertenecía a alguien mayor de 65 años viviendo solo. El tamaño promedio de los hogares era de 2,78 personas y el de las familias de 3,14.
La población estaba distribuida en un 30,2% de habitantes menores de 18 años, un 8,0% entre 18 y 24 años, un 36,4% de 25 a 44, un 19,7% de 45 a 64 y un 5,8% de 65 años o mayores. La media de edad era 34 años. Por cada 100 mujeres había 98,6 hombres. Por cada 100 mujeres de 18 años o más, había 97,1 hombres.
Los ingresos medios por hogar en la localidad eran de 47.647 dólares ($) y los ingresos medios por familia eran 49.211 $. Los hombres tenían unos ingresos medios de 32.138 $ frente a los 26.503 $ para las mujeres. La renta per cápita para la ciudad era de 17.978 $. El 6,7% de la población y el 6,0% de las familias estaban por debajo del umbral de pobreza. El 10,0% de los menores de 18 años y el 3,2% de los habitantes de 65 años o más vivían por debajo del umbral de pobreza.

## Geografía
Según la Oficina del Censo de los Estados Unidos, Gulf Park Estates tiene un área total de 7,2 km² de los cuales 6,9 km² corresponden a tierra firme y 0,3 km² a agua. El porcentaje total de superficie con agua es 4,66%.